# Teófilo Aguilar
Teófilo Aguilar – boliwijski piłkarz grający na pozycji napastnika. 

## Kariera reprezentacyjna
Teófilo Aguilar grał w reprezentacji Boliwii w latach dwudziestych. W 1926 uczestniczył w Copa América 1926. Boliwia zajęła na tym turnieju ostatnie, piąte miejsce, a Aguilar wystąpił we wszystkich czterech meczach. W meczu z Chile strzelił jedynego gola dla Boliwii, który był pierwszym w historii ich występów w turnieju Copa América.